# Auerstedt
Auerstedt è un comune di 464 abitanti della Turingia, in Germania.
Appartiene al circondario (Landkreis) del Weimarer Land (targa AP) ed è amministrato dal comune amministratore (Erfüllende Gemeinde) di Bad Sulza.
Fu sede il 14 ottobre 1806 della Battaglia di Auerstädt che oppose l'esercito prussiano all'esercito francese durante la Guerra della Quarta Coalizione contro Napoleone.